# Monte Pissis
A Monte Pissis egy kialudt vulkán az Andokban, Argentínában, az Aconcaguától (6962 m) 550 km-re északra. A nyugati félteke harmadik legmagasabb hegye.
Az Atacama-sivatagban való elhelyezkedése miatt a hegy nagyon száraz. Hó csak télen fordul elő a hegycsúcson.
1994-ben az argentin hatóságok GPS mérései 6882 m-t adtak magasságnak, ami szerint nagyobb mint az Ojos del Salado, de a SRTM és a további GPS adatok szerint kisebb.

## Külső hivatkozások
- https://web.archive.org/web/20090716050935/http://www.andes.org.uk/andes-information-files/6000m-peaks.htm
- http://www.peakbagger.com/peak.aspx?pid=8578
- http://www.summitpost.org/show/mountain_link.pl/mountain_id/2320
- http://www.peaklist.org/WWsurveys/SA/ojos.html